# Голод, Сергей Исаевич
Серге́й Иса́евич Го́лод (16 февраля 1935 — 23 января 2013) — советский и российский социолог, специалист в области социологии семьи, гендерных и сексологических исследований, директор Социологического института РАН (1996—2002), доктор философских наук, профессор кафедры культурной антропологии и этнической социологии факультета социологии СПбГУ.

## Биография
В 1961 году окончил исторический факультет Ленинградского педагогического института.
В 1963—1965 годах — младший научный сотрудник кафедры философии АН СССР. В 1968 году подготовил к защите кандидатскую диссертацию «Социологические проблемы сексуальной морали», однако защита не состоялась по идеологическим причинам (работу раскритиковал как «антисоветскую» первый секретарь ЦК ВЛКСМ Е. М. Тяжельников).
В 1969—1975 годах — младший научный сотрудник Ленинградского филиала Института философии АН СССР. В 1970 году защитил кандидатскую диссертацию «Профессиональная работа женщин и семья: советско-польское сравнительное исследование».
В 1975—1989 годах — научный сотрудник Института социально-экономических проблем АН СССР. Защитил докторскую диссертацию «Стабильность семьи : Социологический и демографический аспекты» (1986).
C 1989 года — ведущий, главный научный сотрудник Ленинградского филиала Института социологии. С 1996 года — директор Санкт-Петербургского института социологии РАН.

## Основные работы
- Профессиональная работа женщин и семья. Л.: Наука (Ленинградское отд.) 1971. — 175 с. (в соавт. с А. Г. Харчевым)
- Стабильность семьи: социологический и демографический аспекты. Л.: Наука (Ленинградское отд.), 1984—136 с.
- XX век и тенденции сексуальных отношений в России. СПб.: Алетейя, 1996. — 188 с.
- Семья и брак: историко-социологический анализ. СПб.: Петрополис, 1998. — 269 с.
- Социологические исследования проституции: история и современное состояние. СПб.: Петрополис, 1998. — 127 с. (в соавт. с И. А. Голосенко)
- Социологические проблемы сексуальности: аннотированная библиография (90-е годы XX столетия). СПб.: Изд-во Соц. ин-та РАН и СПбГУ, 2002. — 84 с.
- Что было пороками, стало нравами. Лекции по социологии сексуальности. М.: Ладомир, 2005. — 232 с.